# Michael McBroom
Michael McBroom (Minneapolis, 16 maggio 1991) è un ex nuotatore statunitense.

## Carriera
Specializzato nello stile libero, all'apice della carriera ha vinto la medaglia d'argento negli 800m stile libero ai mondiali del 2013.

## Palmarès
- Mondiali

Barcellona 2013: argento negli 800m sl.